# Sampaloc (Quezon)
Sampaloc is een gemeente in de Filipijnse provincie Quezon op het eiland Luzon. Bij de laatste census in 2010 telde de gemeente ruim 13 duizend inwoners.

## Geografie

### Bestuurlijke indeling
Sampaloc is onderverdeeld in de volgende 14 barangays:
| - Alupay - Apasan - Banot - Bataan - Bayongon - Bilucao - Caldong | - Ibabang Owain - Ilayang Owain - Mamala - San Bueno - San Isidro - San Roque - Taquico |

## Demografie
Sampaloc had bij de census van 2010 een inwoneraantal van 13.107 mensen. Dit waren 427 mensen (3,2%) minder dan bij de vorige census van 2007. Ten opzichte van de census van 2000 was het aantal inwoners gegroeid met 249 mensen (1,9%). De gemiddelde jaarlijkse groei in die periode kwam daarmee uit op 0,19%, hetgeen lager was dan het landelijk jaarlijks gemiddelde over deze periode (1,90%).

De bevolkingsdichtheid van Sampaloc was ten tijde van de laatste census, met 13.107 inwoners op 104,78 km², 125,1 mensen per km².